# Dobroszewo
Dobroszewo (dawniej Frejnowo, niem. Freynowen, 1938–1945 Freihof) – wieś w Polsce, w województwie warmińsko-mazurskim, w powiecie mrągowskim, w gminie Mrągowo. Miejscowość wchodzi w skład sołectwa Grabowo. W latach 1975–1998 miejscowość administracyjnie należała do województwa olsztyńskiego.
Do 2023 miejscowość była częścią wsi Grabowo.

## Historia
Osada powstała w 1823 r. jako wybudowanie, założone przez niejakiego Frejnego. Od jego nazwiska wzięła nazwę osada. Był to niewielki majątek folwarczny założony w pobliżu niewielkiego jeziora Karwik, z nazwą uznaną urzędowo w 1825 roku. Majątek uległ likwidacji między 1907 a 1913 r., w 1928 r. było to pojedyncze gospodarstwo chłopskie, przynależne terytorialne do obszaru Grabowa. W 1938 r. ówczesne władze niemieckie, w ramach akcji germanizacyjnej, zmieniły urzędową nazwę wsi Freynowen na Freihof. 
W latach 1945–1949 osada nosiła nazwę Frejnowo. W 1973 r. przysiółek Dobroszewo należał do sołectwa Grabowo.